# Mariazell
Mariazell est une ville d'Autriche, située dans le district de Bruck-Mürzzuschlag en Styrie. La basilique de Mariazell, avec son image miraculeuse de la Vierge Marie, est le plus important lieu de pèlerinage catholique du pays, ainsi que l'un des principaux sites de pèlerinages de l'Europe centrale.

## Géographie

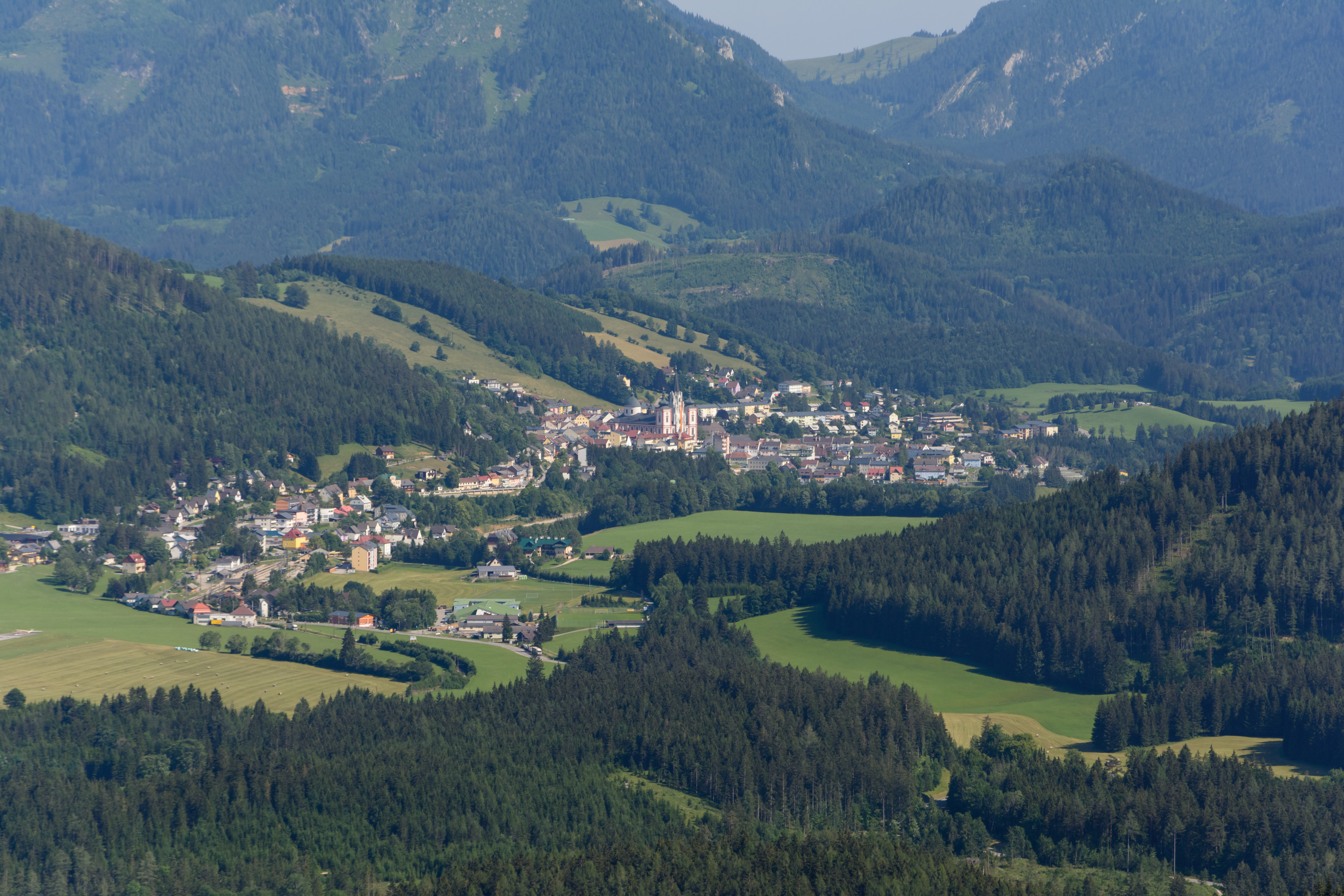
Vue sur Mariazell depuis la Gemeindealpe.

Mariazell est la commune la plus septentrionale du land de Styrie, près de la frontière avec la Basse-Autriche. Le pays de Mariazell (Mariazellerland) s'étend dans la vallée de la Salza, un affluent de l'Enns, dans les Préalpes orientales septentrionales, entre les massifs des Alpes d'Ybbstal, des Alpes de Türnitz, des Alpes de Mürzsteg et du Hochschwab. L'Erlaufsee, un lac de montagne, se trouve au pied de la Gemeindealpe au nord-ouest. 
Le centre-ville se situe à 143 km au nord de Graz. Lors d'une vaste réforme administrative réalisée en 2015, la ville a fusionné avec les anciennes communes autonomes de Gußwerk, Halltal et Sankt Sebastian. D'une superficie de 414 km2, Mariazell est la plus vaste municipalité de la Styrie et la troisième de l'Autriche.
La ville est connue autant pour ses pèlerinages à la basilique de Mariazell que pour sa petite station de sports d'hiver, la Mariazeller Bürgeralpe.
Mariazell est le terminus sud d'une ligne de chemin de fer à voie étroite : le Mariazellerbahn qui connecte le quartier de Sankt Sebastian à Saint-Pölten au terme d'un trajet de 84 km suivant dans les vallées de la Pielach et du Nattersbach. Cette ligne historique inaugurée en 1907 est toujours exploitée en trafic voyageur.

## Histoire
Dans l'antiquité, la région faisait partie du royaume celte de Norique, une province romaine à partir de 16 av. J.-C.. Au VIe siècle, des tribus slaves sont arrivés. En 1025, les domaines le long de la Mürz dans la marche de Styrie font partie du don que le roi Conrad II le Salique fit à sa belle-sœur Béatrice de Souabe, l'épouse du duc Adalbéron de Carinthie. En 1151, le propriétaire était l'abbaye de Sankt Lambrecht.
Mariazell est mentionnée pour la première fois dans un acte du 21 décembre 1157, délivré par le pape Adrien IV. La ville a été fondée cette même année par un moine nommé Magnus, qui s'installe pour construire une chapelle (« cellule »). En 1344, le lieu est élevé au statut de ville marchande. En 1380, l'église gothique de Mariazell est achevée. Les troupes ottomanes brûlent l'église et la ville en 1420. Un incendie majeur a eu lieu 1474 et les Turcs reviennent en 1532.
À partir de 1644, la basilique fut reconstruite en style baroque d'après les plans de Domenico Sciassia. Rn 1679, à la suite d'une visite de l'empereur Léopold Ier et de son entourage, une épidémie de peste a éclaté faisant plus de 150 de victimes. Pendant la Grande guerre turque, en 1683, on craint une nouvelle invasion ottomane, mais celle-ci ne se produit pas. 

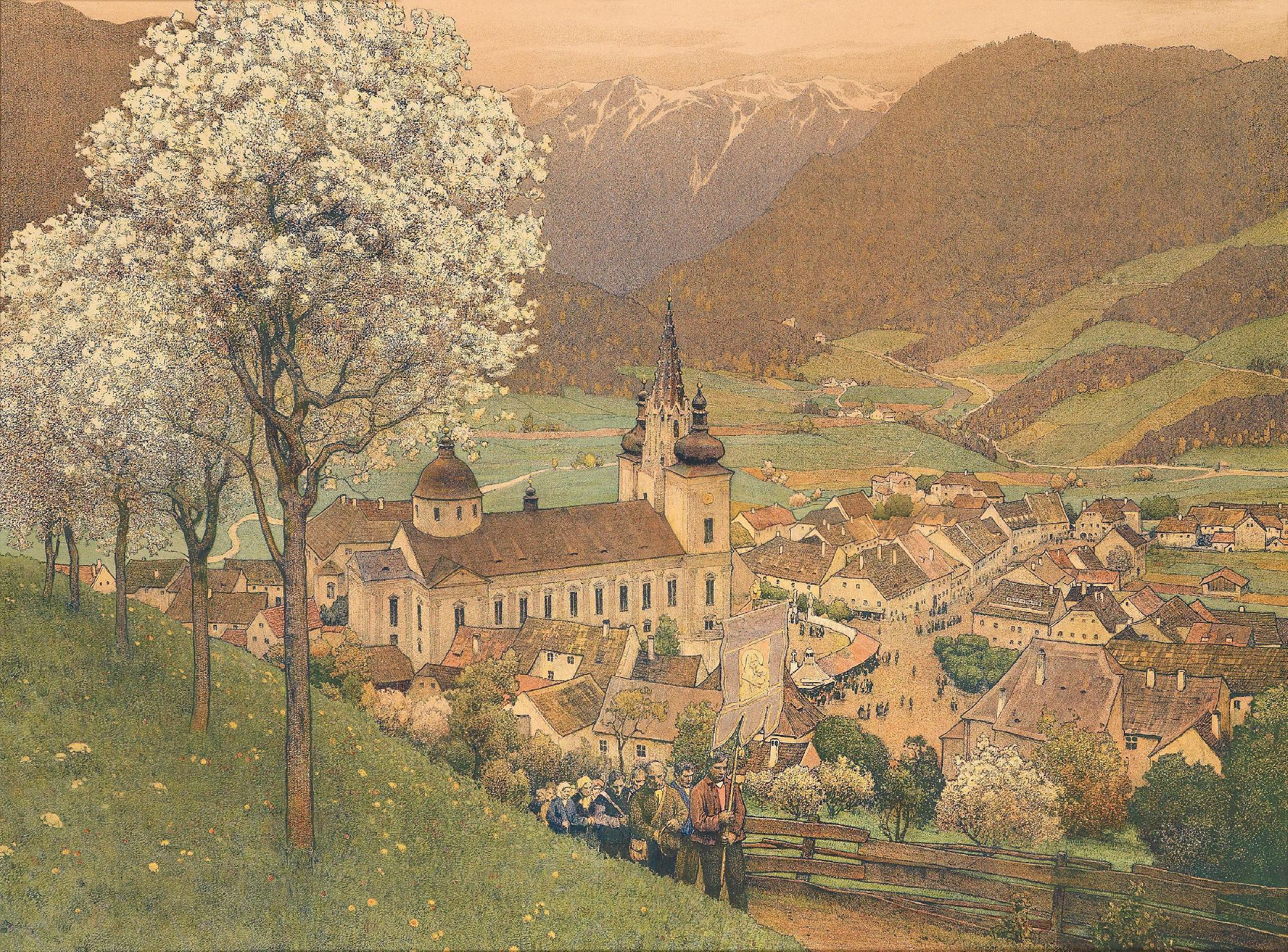
Procession près de Mariazell, lithographie de Gustav Jahn (1879–1919).

La ville est marquée par les guerres napoléoniennes, notamment lors du combat de Mariazell le 8 novembre 1805, et souffre d'une famine en 1816. Elle est reconstruite en 1832 après un autre incendie dévastateur. Elle  fut conquise par l'Armée rouge vers la fin de la Seconde Guerre mondiale. 
En 1948, elle reçoit officiellement le statut de ville et des travaux de restauration sont entrepris. Elle est visitée par Jean-Paul II en 1984. En 2004, la ville reçoit 100 000 pèlerins annuellement, qui lui reconnaissent le statut de ville mariale, grâce à sa grande basilique. En septembre 2007, le pape Benoît XVI se rend lui aussi vers ce lieu de pèlerinage. 
La persistance de la dévotion populaire, le culte que voue la Maison de Habsbourg-Lorraine à la vierge de Mariazell ont permis au sanctuaire de fêter en 1957 son huitième centenaire.

Les cérémonies les plus solennelles se déroulent ici à l'occasion du 15 août et du 8 septembre. Le reste de l'été, l'affluence la plus importante est atteinte dans la soirée du samedi, à l'occasion de la grande procession aux flambeaux.

## Personnalités liées à la ville
- Otto Leodolter (1936–2020),  sauteur à ski-

## Jumelages
La commune de Mariazell est jumelée avec six communes d'Europe, également sanctuaires catholiques :
- Altötting (Allemagne)
- Einsiedeln (Suisse)
- Fátima (Portugal)
- Loreto (Italie)
- Lourdes (France)
- Częstochowa (Pologne)